# Ljudmila Savrulinová
Ljudmila Nikolajevna Savrulinová (rusky Людмила Николаевна Саврулина; * 25. července 1951 Susuman, Ruská SFSR), provdaná Kiseljovová (rusky Киселёва), je bývalá sovětská rychlobruslařka.
V roce 1971 poprvé startovala na sovětském mistrovství, na velkých mezinárodních závodech se představila o rok později. Z Mistrovství Evropy 1972 si přivezla bronzovou medaili, která se stala jejím největším úspěchem. Zúčastnila se Zimních olympijských her 1972 (1000 m – 10. místo, 1500 m – 14. místo, 3000 m – 8. místo) a absolvovala Mistrovství světa ve víceboji 1972. Na ME 1974 dosáhla čtvrté příčky, po sezóně 1974/1975 již nezávodila. K rychlobruslení se vrátila v roce 1979, v následujících letech ale startovala pouze na sovětských šampionátech a dalších národních závodech. Posledního startu se zúčastnila v roce 1982.